# La Terreur blanche
La Terreur blanche est un chant révolutionnaire parisien, dont les paroles sont attribuées à Eugène Pottier. Ce chant a été écrit pendant et à propos de la Commune de Paris, entre le 18 mars au 28 mai 1871, durant la période insurrectionnelle.